# Pingasa lahayei
Pingasa lahayei là một loài bướm đêm trong họ Geometridae.